# Васілювка (Сокульський повіт)
Васілювка (пол. Wasilówka) — село в Польщі, у гміні Янув Сокульського повіту Підляського воєводства.
Населення — 108 осіб (2011).
У 1975-1998 роках село належало до Білостоцького воєводства.

## Демографія
Демографічна структура станом на 31 березня 2011 року:
|          | Загалом | Допрацездатний вік | Працездатний вік | Постпрацездатний вік |
| -------- | ------- | ------------------ | ---------------- | -------------------- |
| Чоловіки | 54      | 15                 | 32               | 7                    |
| Жінки    | 54      | 6                  | 31               | 17                   |
| Разом    | 108     | 21                 | 63               | 24                   |